# Baksei Chamkrong
 (octobre 2023).
Si vous disposez d'ouvrages ou d'articles de référence ou si vous connaissez des sites web de qualité traitant du thème abordé ici, merci de compléter l'article en donnant les références utiles à sa vérifiabilité et en les liant à la section « Notes et références ».
Le Baksei Chamkrong est un temple hindouiste sur le site d'Angkor au Cambodge, près du Phnom Bakheng au sud-ouest de la porte Sud d'Angkor Thom.
Ce temple pyramide, construit probablement par Harṣavarman Ier au début de Xe siècle et terminé par Rajendravarman II en 947, est dédié à Śiva dont il abritait une grande statue dorée.
La pyramide à quatre niveaux est de dimension moyenne : hauteur de 15 m, base carrée de 27 m de côté niveaux de taille décroissante, le dernier formant une plate-forme de 15 m de côté. Elle est constituée principalement de latérite.
Elle est surmontée d'une tour-sanctuaire (prasat) en brique et grès (pour les vraies et fausses portes) de taille imposante, presque égale à celle de la pyramide.

## Galerie

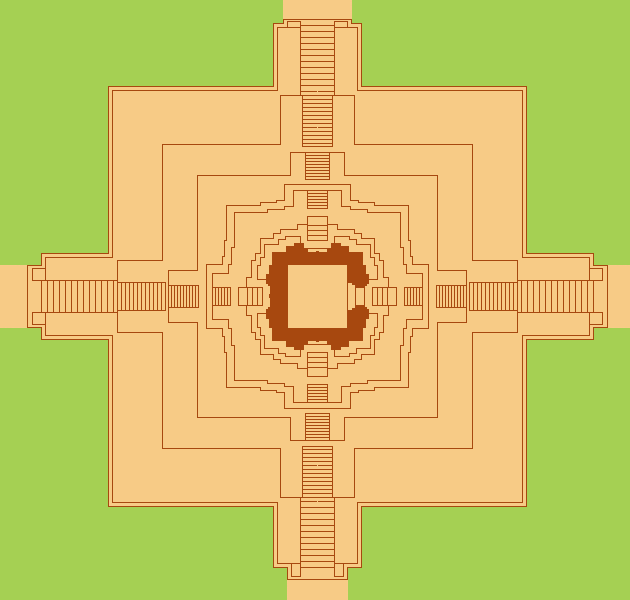
Plan du temple.
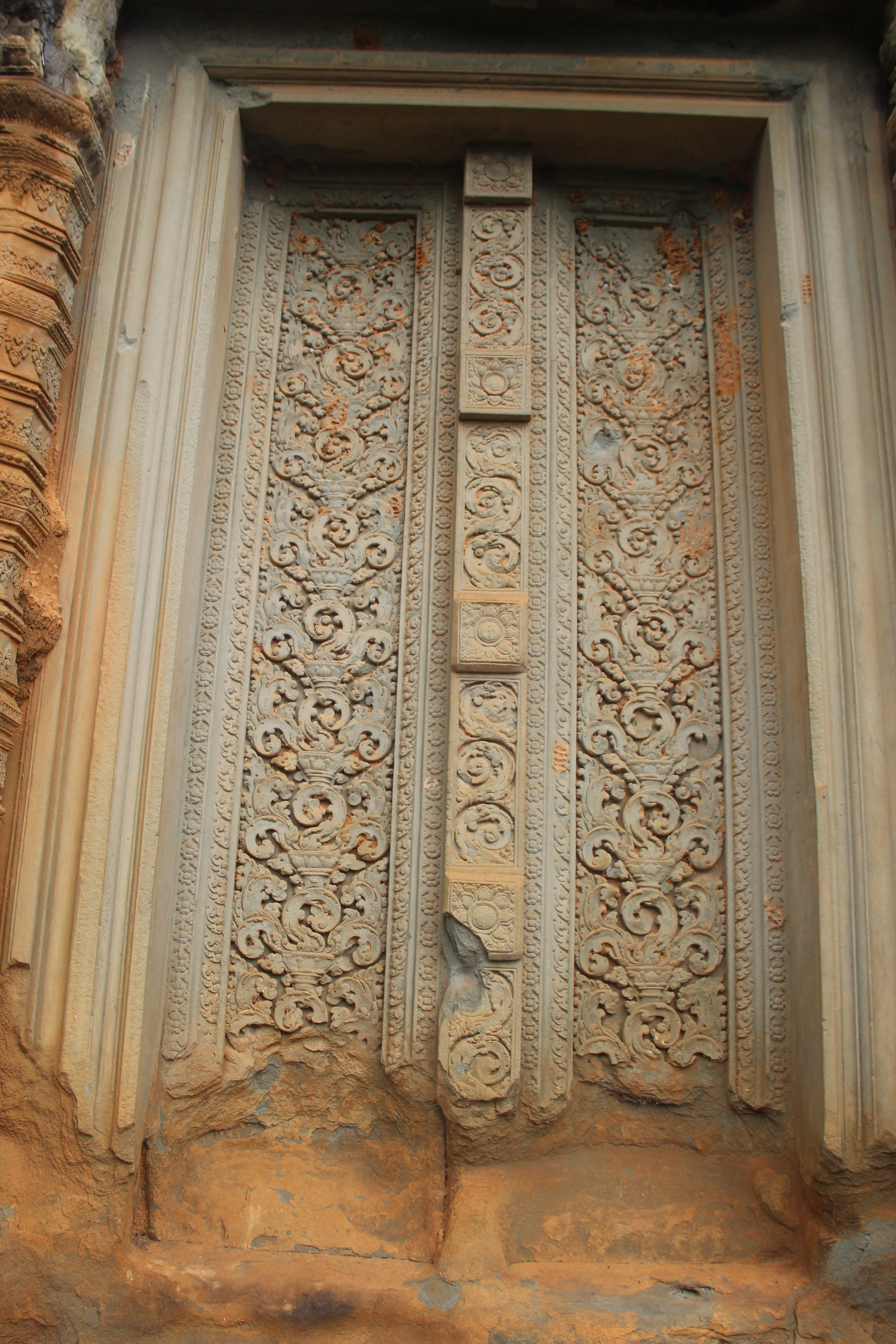
Une des fausses portes.
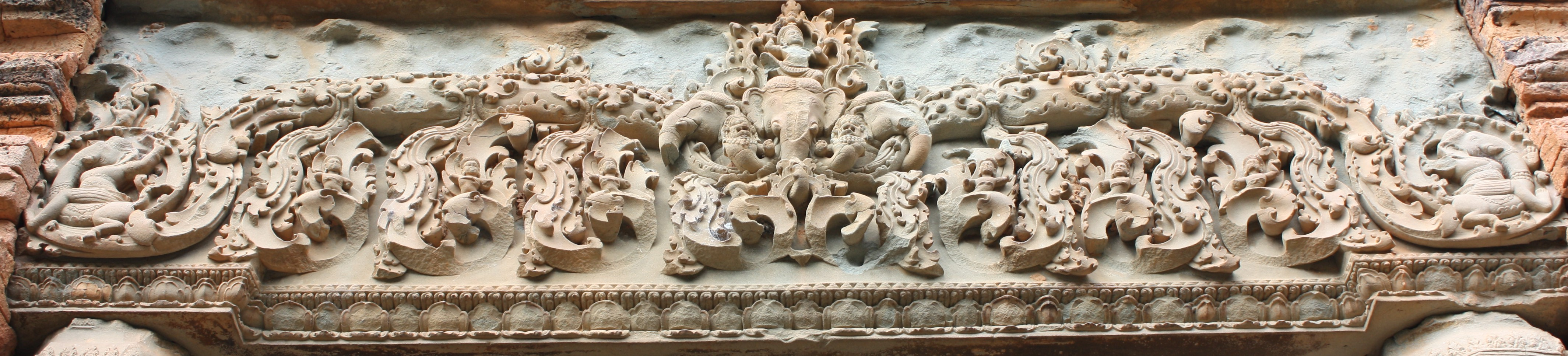
Détail d'un linteau.